# Beautyretusche
Als Beautyretusche bezeichnet man Fotomanipulationen mit dem Ziel der Darstellung menschlicher Gesichter und Körper entsprechend einem Schönheitsideal. Im Gegensatz zur Retusche geht es bei der Beautyretusche nicht hauptsächlich um die Beseitigung von Bildfehlern. Beautyretusche wird meist im Bereich der Werbung und der Glamour- und Modefotografie eingesetzt.

## Abgrenzung zur klassischen Fotoretusche
Bei normaler Porträtretusche geht es um die Verbesserung eines Fotos (Augenringe retuschieren, Hautunreinheiten beseitigen).
Bei der Beautyretusche dagegen dient das Foto nur als Rohmaterial. Dieses Rohmaterial wird solange manipuliert, bis es einem (makellosen) Wunschbild entspricht. Dieses Wunschbild drückt in der Regel auffällige Schlüsselreize aus bzw. dient kommerziellen Vermarktungsstrategien (siehe auch Anwendungen).
Im englischen Sprachraum wird der Begriff virtual makeover verwendet – wobei das Wort Makeover auch im Zusammenhang mit Chirurgie, Autotuning und Kosmetik verwendet wird.

## Ziele

Beispiel einer Beautyretusche:
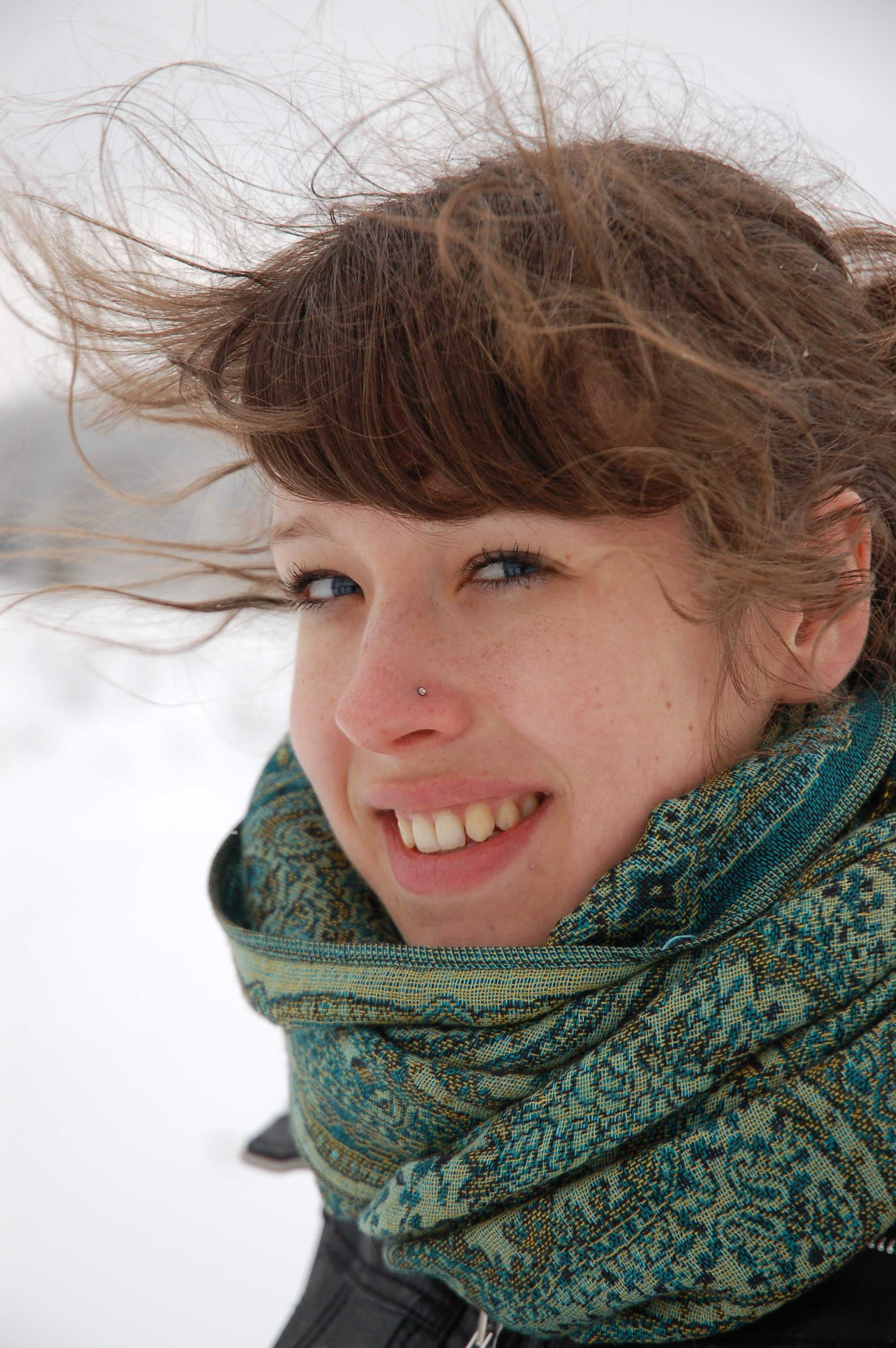
Das unveränderte Foto vor der Beautyretusche.
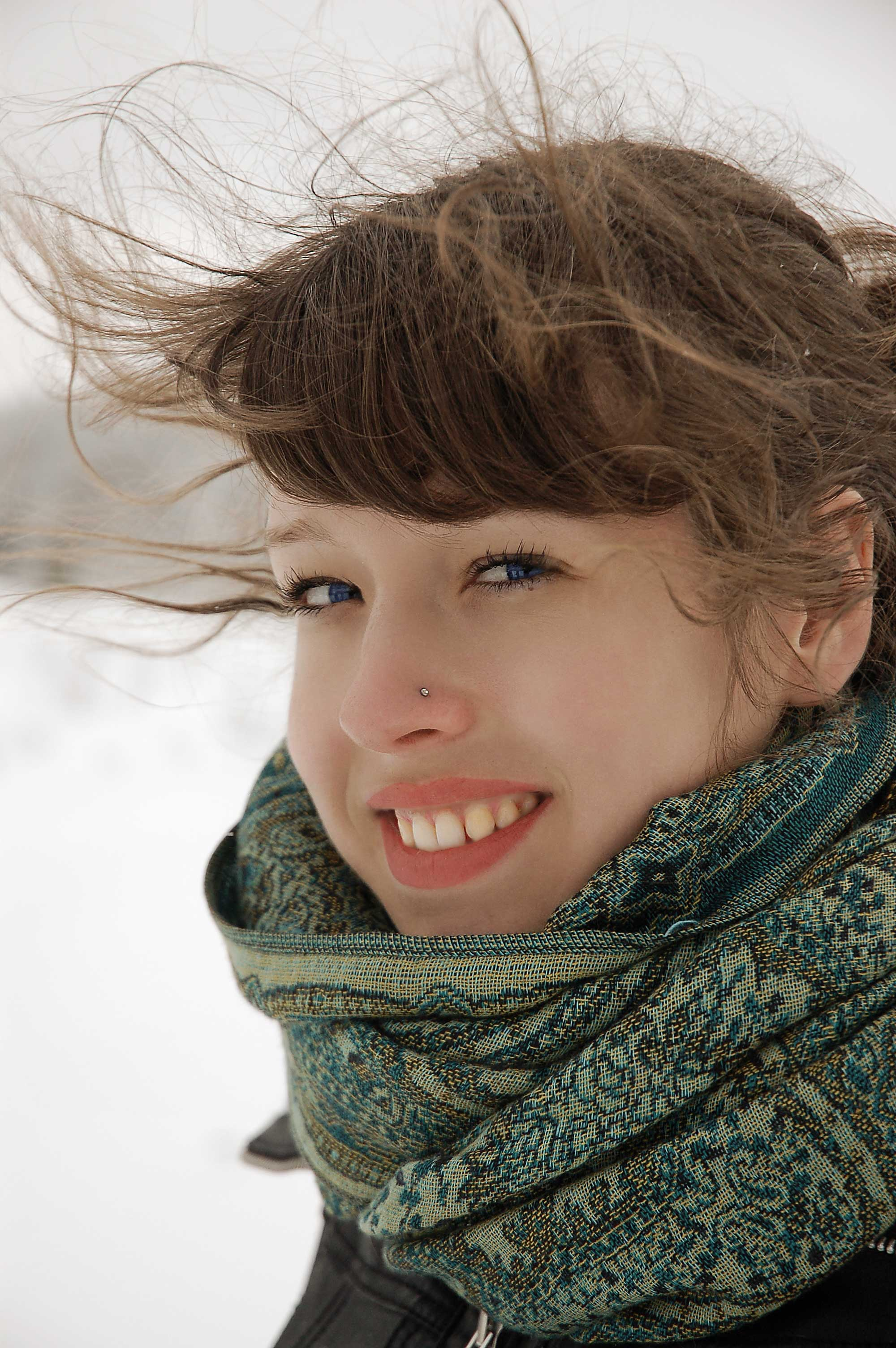
Kleinere Hautunreinheiten wurden beseitigt, die Zähne gebleicht, die Gesichtsproportionen leicht verändert, die Farben angepasst. Bei starkem Zoom ist auch ein Bearbeitungsfehler am Auge (vom Betrachter aus links) sichtbar.

Ziel der Beautyretusche ist in der Regel, ein Gesicht so makellos wie möglich erscheinen zu lassen. Dazu werden folgende Methoden verwendet:
- Beseitigung von Hautunreinheiten oder Details wie Muttermalen und Haaren
- Beseitigung von Falten sowie Hautstraffung und -glättung
- Beseitigung von Asymmetrie
- Bleichung der Zähne
- Änderung von Proportionen
- Verminderung von Übergewicht und Betonung attraktiver Elemente
- Schärfung der Augen, Aufhellung der Iris zur Schaffung eines „stechenden Blickes“

Technisch gesehen werden durch die Beautyretusche die Oberflächenstruktur und teilweise die biometrischen Maße von Porträts verändert.

## Anwendungen
Mode, Werbung und Regenbogenpresse sind die häufigsten Anwendungsfelder für Beautyretusche. Es findet sich so gut wie kein veröffentlichtes Porträtfoto ohne Beautyretusche. Einzelne Porträtfotografen bieten diese Art der Manipulation ebenfalls an. Die Beautyretusche dient bei allen Anwendungsfeldern vor allem der Verkaufsoptimierung.
Äußere Merkmale, die im statistischen Durchschnittsgeschmack (Mainstream) als attraktiv gelten (siehe auch Studie der Uni Regensburg,) dienen als Matrize für das Wunschbild. Diese Matrize wird mit den gewünschten Produkten und Leistungen (Zeitschriftenverkauf, Retortenbands, Autowerbung, …) verknüpft, um so für höhere Verkaufszahlen zu sorgen.

## Automatisierung
Drei Gründe haben zu der Entwicklung automatisierter Beautyretusche geführt:
- Die präzise Definition des statistischen Durchschnittsgeschmacks („westliches Schönheitsideal“).
- Ein hoher Marktbedarf zur Befriedigung dieses Mainstream-Ideals.
- Der hohe technische Standard in der Elektronischen Bildverarbeitung.

## Kritik
Ein durch Beautyretusche manipuliertes Porträt ist ein Kunstprodukt, das aber nicht als solches zu erkennen ist. Durch die Dominanz in den Massenmedien wird dieses Kunstprodukt zum (unrealisierbaren) Schönheitsideal.